# Condizioni periodiche di Born-von Karman
Una funzione rispetta le condizioni periodiche di Born-von Karman su un reticolo periodico n-dimensionale quando rispetta la seguente equazione:
{\displaystyle f(\mathbf {r+N_{j}a_{j}} )=f(\mathbf {r} )}
Dove {\displaystyle a_{j}} per {\displaystyle j=1,n} sono i vettori della base del reticolo e {\displaystyle N_{j}} sono numeri interi arbitrari.
La condizione significa, formalmente, che la funzione deve essere periodica sulla cella o su un multiplo intero della stessa. Le condizioni di Born-von Karman sono le condizioni periodiche "naturali" per sistemi periodici quantistici, quali la struttura elettronica dei cristalli. Il motivo è che le funzioni d'onda quantistiche possono contenere un fattore di fase arbitrario, che non ha significato fisico, e che può avere una periodicità maggiore della cella.
Le condizioni di Born-von Karman si applicano, ad esempio, alle funzioni di Bloch.